# Ivo Niederle
Ivo Niederle (Prága, 1929. december 26. – Prága, 2021. január 8.) cseh színész.

## Fontosabb filmjei
Mozifilmek
- Past (1950)
- Zvony z rákosu (1951)
- A góllövő zenész (Ledoví muži) (1961)
- A megszökött falu (Procesí k panence) (1961)
- Kötélen (Na laně) (1963)
- Szekérrel Bécsbe (Kočár do Vídně) (1966)
- Maraton (Maratón) (1968)
- A nagy mesemondó titka (Tajemství velikého vypravěče) (1972)
- Feleségem kalandjai (Aféry mé ženy) (1973)
- Gyilkossági kísérlet (Pokus o vraždu) (1973)
- A fekete halál (Smrt na černo) (1979)
- A bátyám öccse minden pénzt megér (Brácha za všechny peníze) (1979)
- Bella Vista foglya (Rukojmí v Bella Vista) (1980)
- Üvöltés 2. – A nővéred egy vérfarkas (Howling II: Stirba – Werewolf Bitch) (1985)
- Fordított kánon (Canone inverso – Making Love) (2000)

Tv-filmek
- Ki kicsoda? (Kdo je kdo) (1973)
- Intrikák hálójában (Die Puppenspieler) (2017)

Tv-sorozatok
- Tau bácsi (Pan Tau) (1971, egy epizódban)
- Zeman őrnagy (30 případů majora Zemana) (1976–1980, hét epizódban)
- Mentők (Sanitka) (1984, egy epizódban)
- Az álomherceg legendája (Sorellina e il principe del sogno) (1996)